# Franz Ahn
Johann Franz Ahn, född 15 december 1796, död 21 augusti 1865, var en tysk skolman.
Ahn grundade en realskola i staden Neuss. Han författade även  en rad på sin tid mycket använda läroböcker i franska, engelska, holländska, italienska och spanska. Den av honom tillämpade Methode Ahn bestod i att först anföra exempel och därefter ge regeln. Del 1 av Ahns Praktischer Lehrgang... der französischen Sprache (1834) hade fram till 1921 utgivits i 237 tyska upplagor. På svenska har den utgivits i fem.